# Sacrificio animale nell'induismo

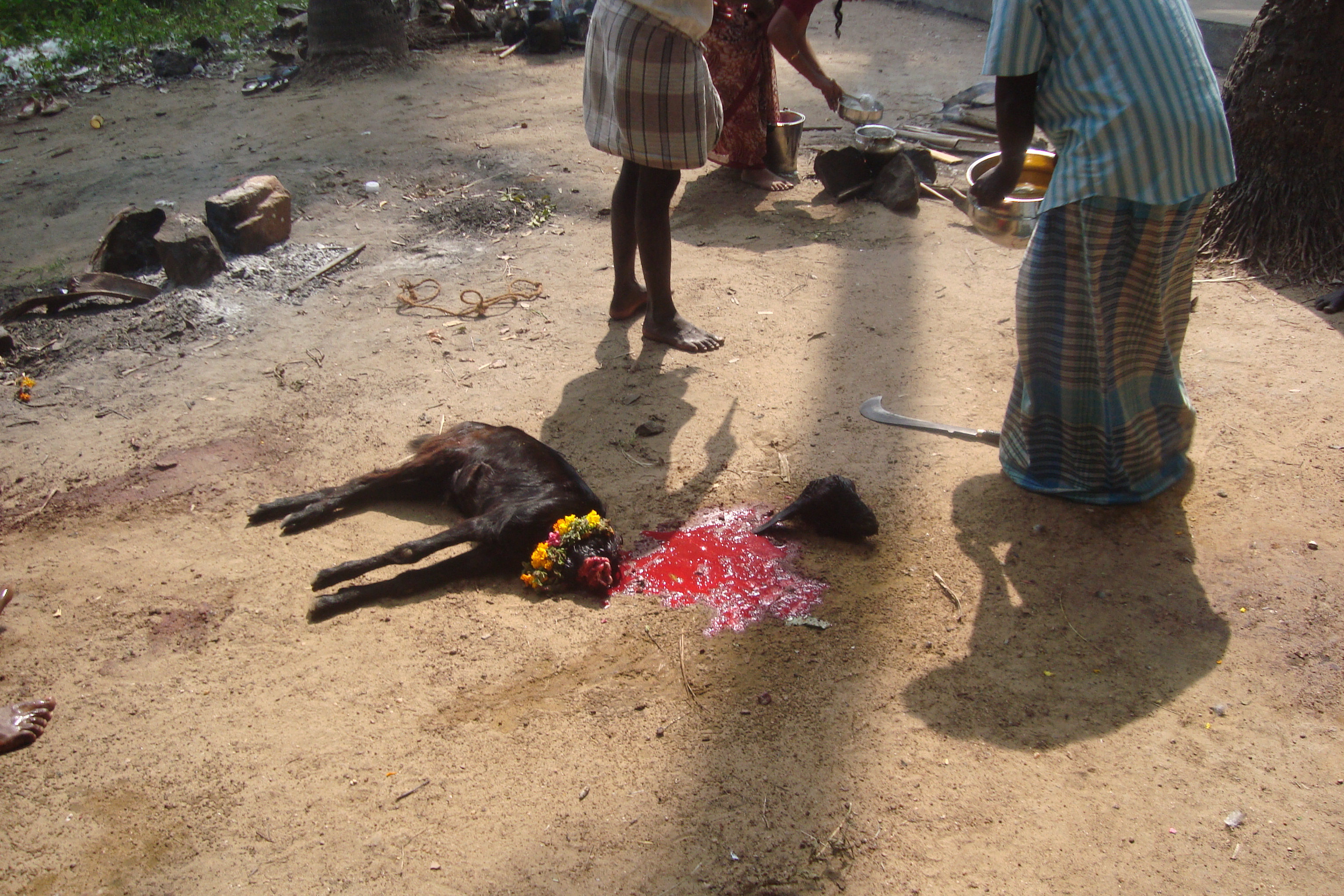
Il sacrificio di una capra tramite decapitazione rituale in Tamil Nadu.

Le pratiche di sacrificio animale nell'Induismo sono per lo più associate con lo Shaktismo e nelle correnti folcloristiche e popolari radicate nelle tradizioni locali. I sacrifici di animali sono stati effettuati fin dai tempi antichi nel subcontinente indiano; le scritture vediche come i Purana proibiscono invece i sacrifici animali.

## Terminologia
Un termine in lingua sanscrita usato per il sacrificio degli animali è bali, nel senso originario di "tributo, offerta o oblazione" genericamente intesa, che può essere di tipo vegetale ma anche animale". La parola bali tra le altre cose si riferisce anche al sangue di un animale ed è a volte conosciuto come Jhatka Bali tra gli indù.
Il Kalika Purana distingue tra bali (sacrificio) e mahabali (grande sacrificio), consistente nell'uccisione rituale di capre ed elefanti rispettivamente, anche se il riferimento per gli esseri umani nella filosofia Shakti è simbolico e viene fatto in effigie nei tempi moderni.

## Pratica
Si tratta di un rituale che si pratica fino ad oggi e menzionato nelle antiche scritture vediche. È importante notare che la pratica del sacrificio animale non è un rituale richiesto espressamente in alcune sette dell'Induismo; la maggior parte degli indù oggi scelgono di non partecipare o di riconoscere la pratica. Gli aderenti della setta Shakta lo mantengono come un principio centrale della loro cultura.